# Bereketli, Yazıhan
Bereketli là một xã thuộc huyện Yazıhan, tỉnh Malatya, Thổ Nhĩ Kỳ. Dân số thời điểm năm 2011 là 244 người.